# Rituvík

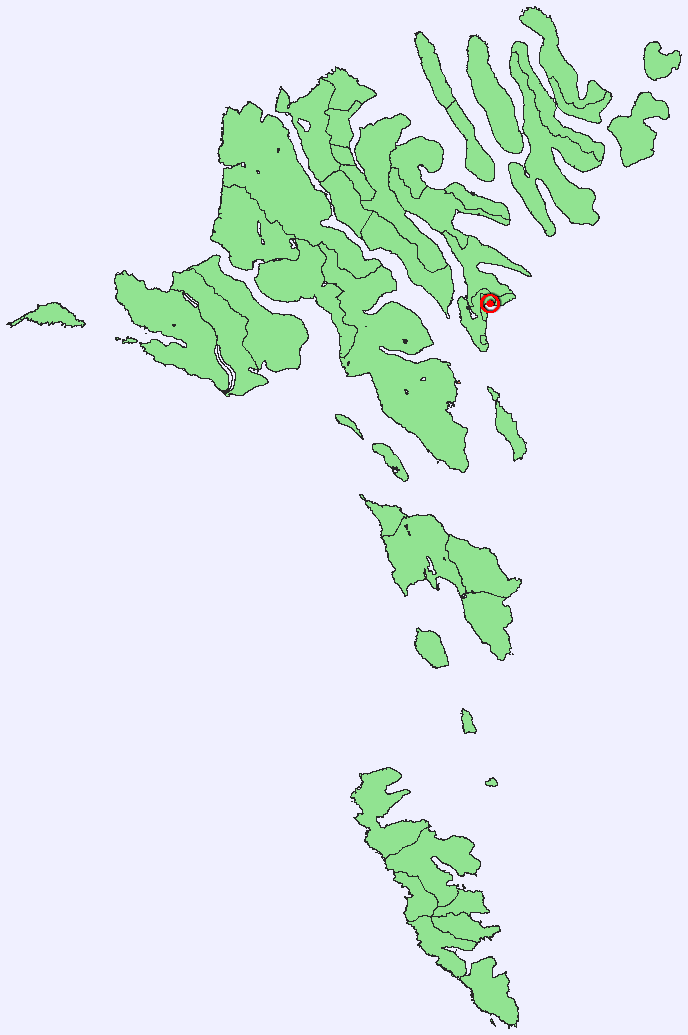
Lage von Rituvík auf den Färöern

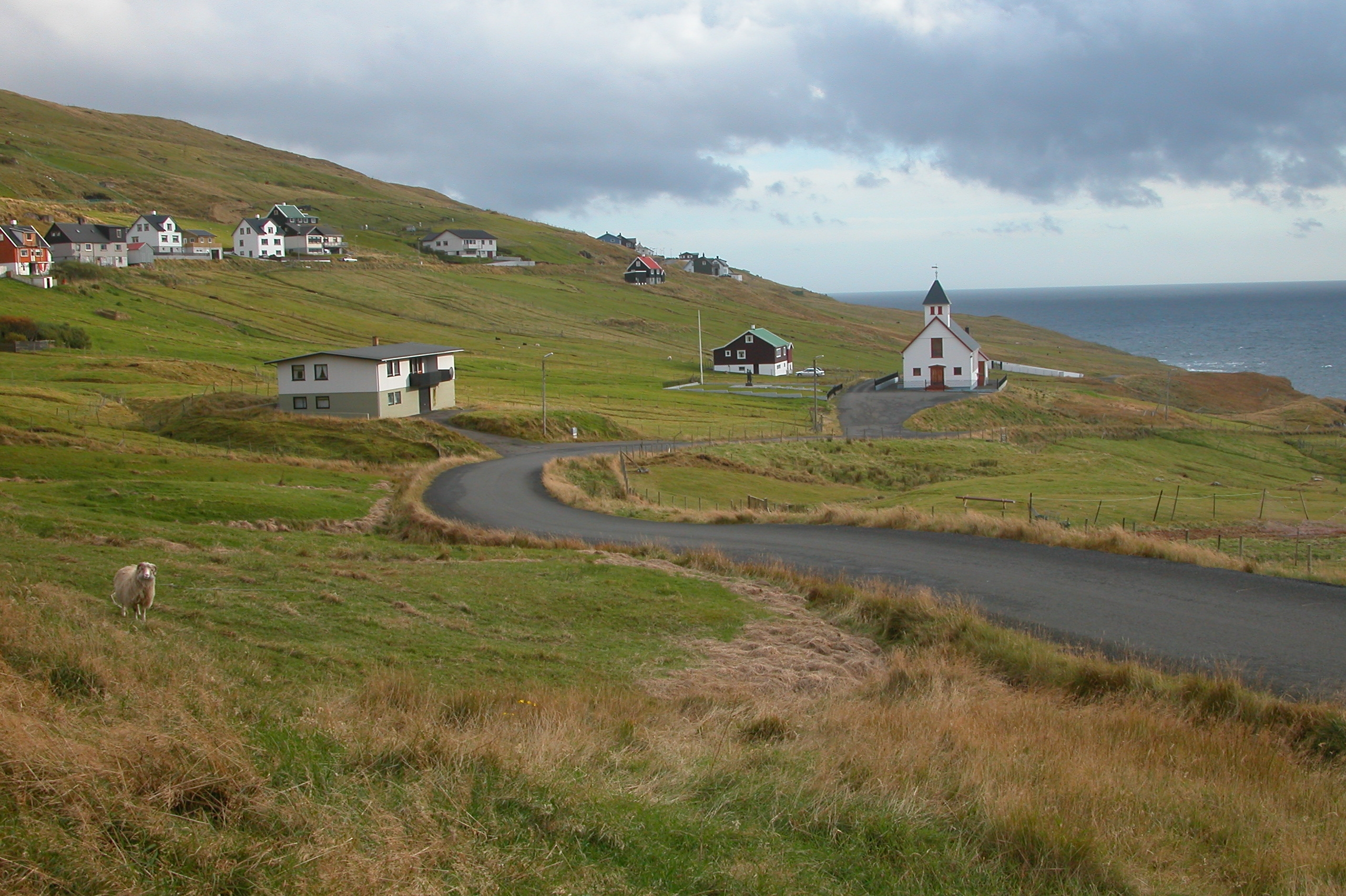
Rituvík

Rituvík [ˈɹiːtʊvʊik] (dänisch: Ridevig) ist ein Ort der Färöer im Süden der Ostküste Eysturoys.
- Einwohner: 268 (1. Januar 2007)
- Postleitzahl: FO-640
- Kommune: Runavíkar kommuna

Seinen Namen hat das Dorf von der Dreizehenmöwe (Rissa tridactyla, färöisch: Rita) und vík, dem Wort für Bucht. Rituvík bedeutet also Dreizehenmöwenbucht.
Der Ort wurde 1873 gegründet. Die heutige Kirche stammt aus dem Jahr 1955. 
Vier Kilometer weiter westlich befindet sich Runavík, der Hauptort der Kommune. Sechs Kilometer südlich gelangt man zum Dorf Æðuvík, dem südlichsten Ort der Insel.